# Marco Granados
Marco Antonio Granados Villegas (* 29. September 1996 in Manzanillo, Colima) ist ein mexikanischer Fußballspieler auf der Position eines Stürmers.

## Laufbahn

### Verein
Granados schloss sich im Alter von 14 Jahren dem Nachwuchsbereich des Club Deportivo Guadalajara an. Nachdem er dessen Nachwuchsmannschaften durchlaufen hatte, spielte er zwischen 2015 und 2018 auf Leihbasis für diverse Mannschaften der zweiten mexikanischen Fußballliga und zuletzt in der Apertura 2018 beim Drittligisten Tuxtla FC. In der Clausura 2016 kam er in der ersten Mannschaft des CD Guadalajara zu zwei Einsätzen in der höchsten mexikanischen Spielklasse.
Im Dezember 2018 wurde bekanntgegeben, dass Granados ab Januar 2019 dem griechischen Zweitligisten FC Aiginiakos zur Verfügung stehen wird.

### Nationalmannschaft
Ein erstes Ausrufezeichen auf internationaler Ebene setzte Granados in der U-15-Kategorie, als ihm mit insgesamt 52 Treffern beim in Schweden ausgetragenen Dalecarlia Cup und dem in Dänemark und Norwegen ausgetragenen Storsjocupen ein neuer Rekord in dieser Altersklasse gelang.
2013 wurde Granados in die mexikanische U-17-Auswahlmannschaft berufen und war mit vier Treffern auch Torschützenkönig der CONCACAF U-17-Meisterschaft des Jahres 2013, die er mit seinen Kameraden auch gewann. Anschließend nahm er auch an der U-17-Fußball-Weltmeisterschaft 2013 teil und erzielte einen Treffer beim 3:0-Halbfinalsieg gegen Argentinien. Nach einer 0:3-Niederlage im Finale gegen Rekordweltmeister Nigeria war der zweifache Weltmeister und Titelverteidiger Mexiko diesmal Vizeweltmeister. 
Außerdem erzielte Granados einen Treffer beim 1:1-Testspiel gegen die U-17-Auswahl der Vereinigten Arabischen Emirate, so dass Granados für die U-17-Auswahl insgesamt mindestens 6 Tore erzielt hat.

## Erfolge

### Nationalmannschaft
- Vizeweltmeister (U-17): 2013
- CONCACAF-Meister (U-17): 2013

### Persönlich
- Torschützenkönig bei der CONCACAF U-17-Meisterschaft: 2013